# Luis Manuel Díaz (futbolista)
Luis Manuel Díaz y Díaz (*  17 de mayo de 1965 en Ciudad de México, México) es un entrenador y exfutbolista mexicano, que se desempeñaba en la posición de defensa central. Jugó toda su carrera para el Club Deportivo Guadalajara. 

## Fuerzas Básicas
Hijo del matrimonio integrado por Benjamín Díaz y Brenda Díaz, Luis ingresó al Club Deportivo Guadalajara a la edad de 10 años, empezando su participación con el equipo "Pequeños" de la liga interior de párvulos. En 1977 pasa al equipo infantil y para 1978 llega al infantil de primera, entonces dirigido por Diego Martínez. En 1979 llega a la infantil especial y representa a Jalisco en los nacionales de la Confederación. Finalmente en 1980 llega al equipo juvenil.

## Futbolista
Debutó con el primer equipo del Club Deportivo Guadalajara en un juego contra la Selección de fútbol de México. A nivel internacional logró anotar un gol en la Copa de Campeones de la Concacaf 1984 en el encuentro que el Guadalajara sostuvo frente al Club Deportivo Águila el 8 de abril de 1984.
En la temporada 86-87 jugó 23 partidos anotando cuatro goles como defensa central y se coronó campeón de la temporada con las chivas de primera división dirigidos por Alberto Guerra.
Su último encuentro en primera división con el Guadalajara fue el  10 de febrero de 1990 frente al Puebla FC, juego en el que sufrió un desgarre en el muslo de la pierna derecha que le impidió entrenar por más de 3 meses. Al final de la temporada 1989-90 fue vendido al Club de Fútbol Monterrey, sin embargo regresó al Guadalajara ya que se reportó que no había sanado del todo su lesión en el muslo.
En 1991 es comprado por el Club América a sugerencia de Carlos Miloc, sin embargo no tuvo actividad en el equipo por su lesión y fue puesto transferible en marzo de 1992.

## Entrenador
Una vez concluida su carrera como jugador, Díaz empezó a entrenar equipos de fuerzas básicas dentro de la institución rojiblanca. Fue entrenador del equipo Chivas Coras de Primera División "A", de 2005 hasta su desaparición en 2006.
A principios de 2006 recibió la oportunidad de ser auxiliar de Hans Westerhof en el primer equipo y después de José Manuel de la Torre, con quien lograría obtener el título de liga en el Apertura 2006. Para 2008 es elegido como auxiliar de Efraín Flores hasta que fue enviado a Chivas USA donde también se desempeñó como auxiliar hasta junio de 2009, cuando regresa a Guadalajara para dirigir al Club Deportivo Tapatío.
En septiembre de 2009 recibió la oportunidad de entrenar al primer equipo, ya que el entrenador Francisco Ramírez había sido despedido. Después de tres encuentros con saldo positivo es relegado del puesto por reestructuración de la institución.
Llega a Estudiantes Tecos como auxiliar de Miguel Herrera y responsable de las fuerzas básicas en septiembre de 2010. En 2011 llega a Monarcas Morelia como director de Fuerzas Básicas, haciendo un gran papel en resultados y en la formación de jugadores para el primer equipo.2014,  se convierte en Director de Fuerzas Básicas del Atlas Fútbol Club.

Regresó al Club Deportivo Guadalajara como entrenador de Chivas femenil en el torneo clausura 2019; a partir del 2020 se convirtió en el coordinador de Fuerzas Básicas de la institución hasta la actualidad.  
|url=http://asset.atlasfc.com.mx/files/guiarojinegravf.pdf |título=Guía Rojinegra - Clausura 2015 |fechaacceso=20 de septiembre de 2016 |urlarchivo=https://web.archive.org/web/20161127021521/http://asset.atlasfc.com.mx/files/guiarojinegravf.pdf |fechaarchivo=27 de noviembre de 2016 }}</ref>